# 3759 Piironen
3759 Piironen este un asteroid din centura principală, descoperit pe 8 ianuarie 1984 de Edward Bowell.